# Wang Zhilin
Wang Zhilin (en chino: 王芝林; 16 de enero de 2004) es una deportista china que compite en tiro, en la modalidad de rifle. Ganó una medalla de plata en el Campeonato Mundial de Tiro de 2023, en la prueba de rifle 10 m.

## Palmarés internacional
| Campeonato Mundial | Campeonato Mundial | Campeonato Mundial | Campeonato Mundial |
| Año                | Lugar              | Medalla            | Prueba             |
| ------------------ | ------------------ | ------------------ | ------------------ |
| 2023               | Bakú (Azerbaiyán)  | Medalla de plata   | Rifle 10 m         |